# Scheidung mit Hindernissen
Scheidung mit Hindernissen ist eine deutsche Filmkomödie aus dem Filmjahr 2001 unter der Regie von Karola Hattop mit Sandra Speichert und  Michael von Au in den Hauptrollen.

## Handlung
Eigentlich waren der aufstrebende Geschäftsmann Marc Paulke und seine quirlige Frau Katrin ein tolles Team. Aber seit einem Jahr leben die beiden getrennt. Während Katrin sich als Dolmetscherin durchschlägt, ist Marc nicht nur die Karriereleiter hinaufgeklettert, sondern auch dabei wieder zu heiraten. Die Anwältin Sandra Wullf ist mit Marcs Mutter Elisabeth schon in Hochzeitsvorbereitungen. Dann muss Marc seiner Zukünftigen mitteilen, dass sich seine Ex-Frau nicht von ihm scheiden lassen will.
Während Marc alle Hände voll zu tun hat, den Hochzeitstermin zu verschieben und die enttäuschte Sandra zu besänftigen, kommt er in ärgere Bedrängnis: Als sein konservativer Chef Stollwang für eine wichtige Geschäftsverhandlung eine Dolmetscherin engagiert, trifft Marc der Schlag – ausgerechnet seine Noch-Ehefrau Katrin soll ihm zur Seite stehen. Da das harmonische Familienleben seiner Mitarbeiter zu Stollwangs Firmenphilosophie gehört, muss Marc befürchten, dass die Wahrheit über seine gescheiterte Ehe ihn die Beförderung zum Juniorpartner kosten wird.
In seiner Not bittet er Katrin, für die Dauer der Zusammenarbeit noch einmal die Mustergattin zu spielen. Obwohl Marc bei diesem Doppelspiel tausend Tode stirbt, bringt er die Verhandlungen zum Abschluss. Ein großer Teil des Erfolges geht dabei auf Katrins Konto, die nicht nur als Übersetzerin, sondern auch als liebende Ehefrau alle überzeugt.

## Hintergrund
Scheidung mit Hindernissen wurde am 14. Juni 2002 in der ARD erstausgestrahlt.

## Kritik
„Routiniert inszenierte romantische Komödie in vertrauten Fahrwassern.“